# Noidant-Chatenoy
Noidant-Chatenoy is een gemeente in het Franse departement Haute-Marne (regio Grand Est) en telt 90 inwoners (2009). De oppervlakte bedraagt 5,21 km², de bevolkingsdichtheid is dus 17,3 inwoners per km².

## Demografie
Onderstaande figuur toont het verloop van het inwonertal (bron: INSEE-tellingen).

1. ↑  Populations de référence 2022.